# Ricardo Trogi
Ricardo Trogi (Quebec, 25 de marzo de 1970) es un director, guionista y actor canadiense.

## Trayectoria
Trogi nació en la ciudad de Quebec, Quebec. Sus dos primeras películas, Québec-Montréal, sobre siete viajeros veinteañeros que conducen entre las dos ciudades, y Horloge biologique, una mirada a tres hombres y sus decisiones sobre tener hijos, fueron éxitos tanto de crítica como de público, con Quebec-Montreal recibió cuatro premios Iris.
Su tercer largometraje, titulado 1981, una película semiautobiográfica sobre la mayoría de edad de un niño, se estrenó en septiembre de 2009; le siguieron las secuelas 1987 en 2014 y 1991 en 2018.
Además del trabajo cinematográfico, Trogi también dirigió la serie de televisión de 2004-2005 Smash. y la serie de comedia de 2020 La Maison-Bleue.

## Premios
- Premio Iris al mejor director, Québec-Montréal (2003)
- Premio Iris al mejor director, 1991 (2019)[4]

## Filmografía

### Director
Largometrajes
- 2002: Quebec-Montreal
- 2005: Horloge biologique
- 2009: 1981
- 2014: 1987
- 2015: Le Mirage
- 2016: 9, le film: Segmento "Fuite"
- 2018: 1991
- 2021: Le guide de la famille parfaite[5]
- 2024: 1995[6][7]

Series de Televisión
- 1988: La Course Destination Monde (serie documental de televisión)
- 2004: Smash (miniserie de televisión)
- 2006: La chambre no 13 (miniserie de televisión)
- 2007: Les étoiles filantes (serie de televisión)
- 2011: Malenfant (serie de televisión)
- 2020: La Maison-Bleue

### Guionista
- 2002: Québec-Montreal
- 2005: Horloge biologique
- 2009: 1981

### Actor
- 2002: Québec-Montréal como agente de policía
- 2009: 1981 como narrador
- 2010: Le Baiser du barbu como Frank
- 2014: 1987 como narrador